# Teatro Amintore Galli
Il Teatro Amintore Galli (fino al 1947 Teatro Vittorio Emanuele II) è il principale teatro di Rimini.
Inaugurato nel 1857 su progetto dell'architetto italiano Luigi Poletti, il teatro è stato pesantemente danneggiato dai bombardamenti alleati nel dicembre 1943. 
I saccheggi e le demolizione che seguirono nel dopoguerra ne lasceranno intatta solo la facciata e parte del foyer. 
Dopo una lunga e travagliata storia che vede tentativi di ricostruzioni, modifiche e destinazione ad altri usi, i lavori di ricostruzione veri e propri sono cominciati nel 2014 e si sono conclusi nell'ottobre del 2018. Durante il restauro sono emersi i resti di una basilica paleocristiana, che a oggi sono inclusi nel museo archeologico realizzato sotto al teatro assieme al Galli Multimediale, un innovativo progetto di museo a carattere storico-archeologico, finanziato in buona parte dalla Regione Emilia-Romagna, e una sezione interamente dedicata a uno dei principali volti musicali del passato quale è Giuseppe Verdi.

## Storia

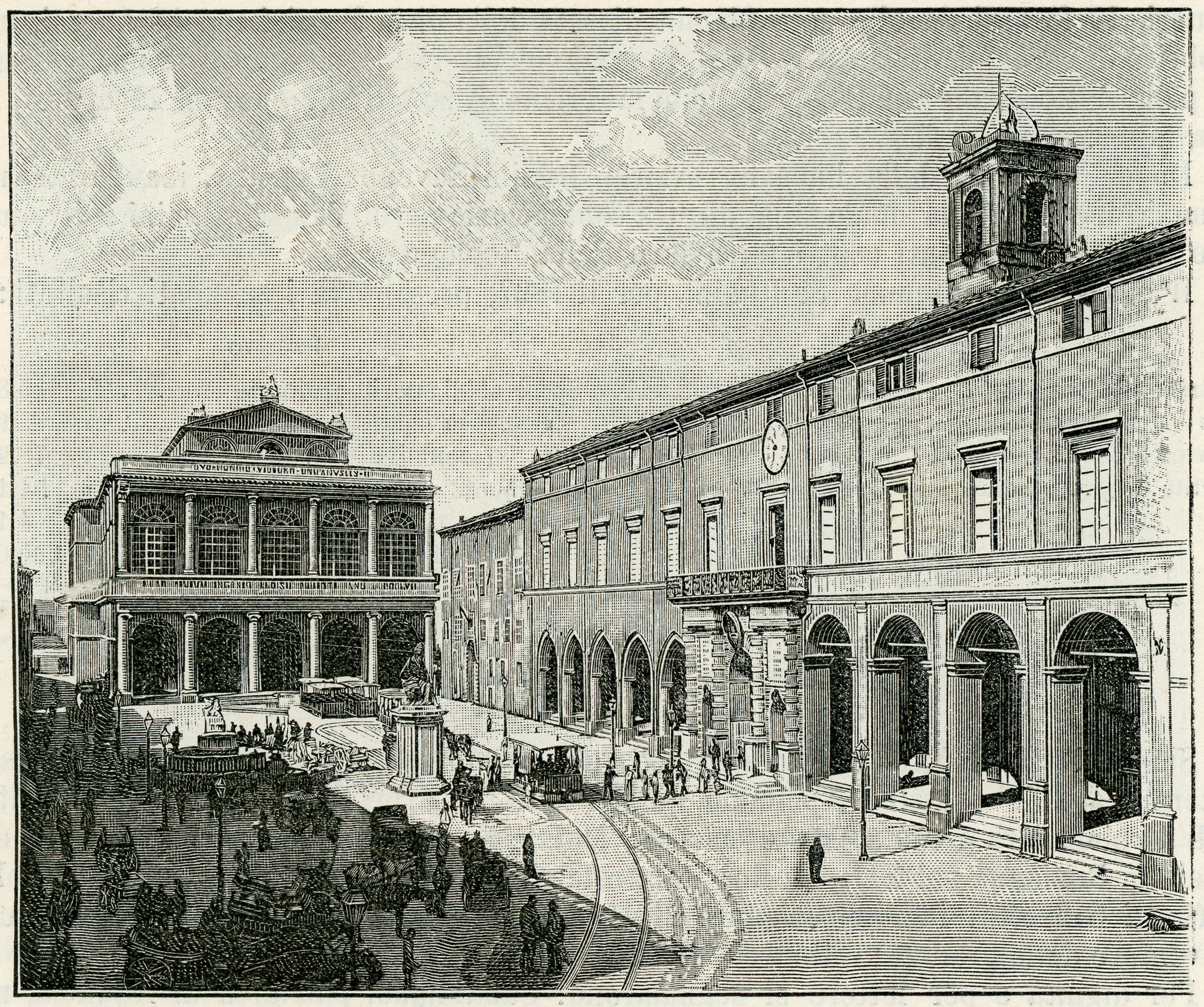
Il teatro come appariva nel 1900, incisione. Sulla destra si notano il Palazzo del Podestà e il Palazzo dell'Arengo, privi delle merlature che saranno aggiunte solo negli anni venti

La costruzione di un nuovo teatro a Rimini fu deliberata il 14 luglio 1840 nell'attuale Piazza Cavour (allora Piazza della Fonte), che fu preferita a Piazza Malatesta (allora Piazza del Corso), dopo che un'annosa discussione aveva diviso la città in fazioni, su quale fosse l'ubicazione più conveniente. Il retro del teatro si affacciava invece su Piazza Malatesta, fronteggiando Castel Sismondo.
Nel 1839 era stato chiuso e atterrato il teatro in legno risalente al 1681, mentre l'esistente Teatro Buonarroti, costruito nel 1816, era in precarie condizioni tanto che ne fu deliberata la chiusura nel 1843.
L'incarico per la progettazione del nuovo teatro fu affidato il 9 dicembre 1840 all'architetto italiano Luigi Poletti e la cerimonia solenne per la posa della prima pietra avvenne l'8 agosto 1843. I lavori furono finanziati inizialmente da una società di capitali, e già il 22 novembre 1846 l'opera al grezzo poteva dirsi completa. La costruzione subì a quel punto un lungo stallo e i lavori per il completamento e per l'esecuzione della decorazione poterono riprendere, a spese della municipalità, solo nel 1854, per concludersi definitivamente nel 1857. Fu solennemente inaugurato nello stesso anno con la prima dell'Aroldo di Giuseppe Verdi, diretta personalmente dal maestro.
La cittadinanza mostrò di gradire la realizzazione di Poletti: manifestò il suo apprezzamento dedicandogli un busto nel foyer del teatro e incidendo il suo nome latinizzato a caratteri cubitali nell'iscrizione latina visibile sul frontone: AERE CIVIVM INGENIO ALOISII POLETTI ANNO MDCCCLVII.
Lesionato dal terremoto del 1916, il teatro venne chiuso per restauri e riaperto nel 1923 con la Francesca da Rimini di Riccardo Zandonai. Tra il 1928 e il 1931, sotto la guida di Gaspare Rastelli, vengono completati il ridotto e la galleria del piano superiore.
L'ultima opera, Madama Butterfly di Giacomo Puccini, fu eseguita nella primavera del 1943. Il 28 dicembre dello stesso anno il teatro fu gravemente danneggiato durante un bombardamento Alleato, con la distruzione del 90% di sala e palcoscenico.

### Il dopoguerra e la ricostruzione

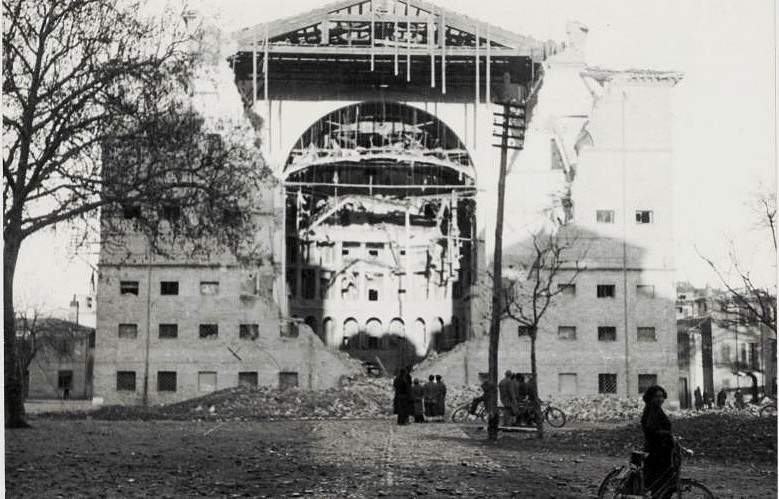
Facciata posteriore, 1944 circa

Nell'immediato dopoguerra i resti del teatro furono saccheggiati e il teatro stesso usato come "cava" per materiali da costruzione; vi fu inoltre la demolizione di parte dell'edificio. Già nel 1955 si inizia a pensarne la ricostruzione, con un concorso indetto dalla Cassa di Risparmio di Rimini che però si rivelò infruttuoso. Nel 1959 quello che rimaneva della parte danneggiata, ovvero tutto l'edificio ad eccezione della facciata e del foyer, fu demolito. Al suo posto sorse un capannone adibito a palestra. Tra il 1969 e il 1975 fu eseguito un criticato intervento di restauro, che vide la nascita al posto del ridotto della cosiddetta Sala Ressi, usata come sala consiliare.
Il concorso bandito dal Comune di Rimini nel 1985 e "riavviato" nel 1992 vide vincere un progetto di stampo modernista. Approvato dalla giunta nel 1999, il progetto fu però largamente osteggiato dalla cittadinanza che chiedeva un restauro rispettoso del progetto originale.
Nel 2002 l'allora Sottosegretario per i Beni Culturali Vittorio Sgarbi chiede anch'egli l'esecuzione di un restauro rispettoso del progetto del Poletti, e l'anno successivo il Ministero dei Beni Culturali stanzia 384.524€ per la redazione di un nuovo progetto, affidando tale incarico all'architetto Pier Luigi Cervellati. Il progetto viene ultimato nel 2004.
I lavori di restauro e ricostruzione iniziano ufficialmente nel 2014. Il 17 settembre 2015 è inaugurato il foyer, mentre nel luglio 2016 avviene la posa del tetto della sala.
Il 28 ottobre 2018, in occasione della riapertura del teatro, è stata eseguita, in forma semi-scenica, La Cenerentola di Gioachino Rossini, interpretata dal celebre mezzosoprano Cecilia Bartoli e dall'ensemble Les Musiciens du Princes diretto da Gianluca Capuano.

## Descrizione

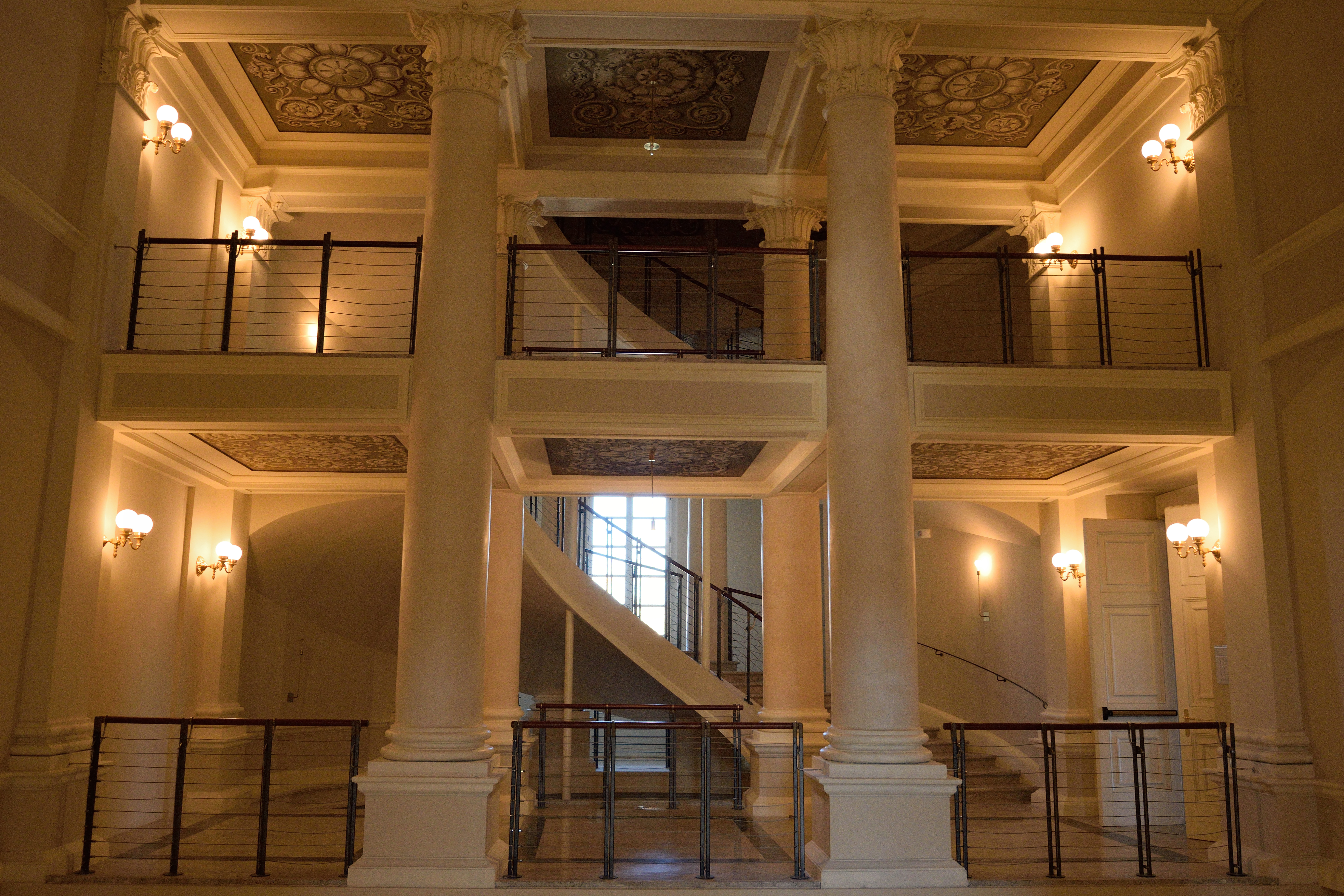
Scala interna per l'accesso ai palchi

Il teatro fu progettato in forme neoclassiche dal Poletti come monumentale sfondo di piazza Cavour. È il più grande tra i tre teatri realizzati dal Poletti; gli altri due erano a Fano (Teatro della Fortuna) e Terni. Il foyer, preceduto da un portico su colonne ioniche, ospita al suo interno tre grandi sale – la sala delle colonne al piano terra, la sala Ressi e quella per la preparazione delle maschere al primo piano;– e un loggiato al piano superiore affacciato sulla piazza. La grande sala comprende 71 palchi coronati da un loggione e, originariamente, poteva ospitare fino a 1.400 spettatori. Nella sua opera, Poletti sperimentò alcune innovazioni nel disegno degli interni: superò l'usuale divisione dei palchi in quadrati di uguale grandezza e realizzò il secondo ordine di palchi su dimensioni più grandi e di aspetto architettonicamente più imponente rispetto agli altri. Inoltre non venne realizzato il palco reale tipico dei teatri all'italiana.
L'esterno del teatro è quasi totalmente privo di decorazioni.
Gli scenari furono commissionati al riminese Michele Agli. Il sipario fu affidato al pittore Francesco Coghetti, che vi raffigurò la scena del passaggio del Rubicone di Giulio Cesare, ispirandosi alla descrizione che ne fece Lucano in Pharsalia. I primi rilievi del sipario, in vista del restauro, sono iniziati nell'aprile 2016.

## I resti archeologici
La presenza di resti archeologici era già stata ventilata da alcuni studiosi all'epoca della demolizione della parte posteriore del teatro e della costruzione del capannone adibito a palestra. Durante i lavori di ricostruzioni iniziano ad emergere dapprima i settecenteschi forni cittadini, poi un quartiere di epoca medievale, un complesso sepolcrale e infine i resti di alcune domus di epoca romana. Questo ha portato alla decisione di modificare il progetto, rendendo visitabili i resti delle domus e trasformando la parte inferiore del teatro in un museo. Oltre alle domus è stato recuperato l'anello murario che cingeva la sala originale del teatro. Per l'accesso all'area archeologica è stato realizzato un ingresso indipendente.